# 長期實驗

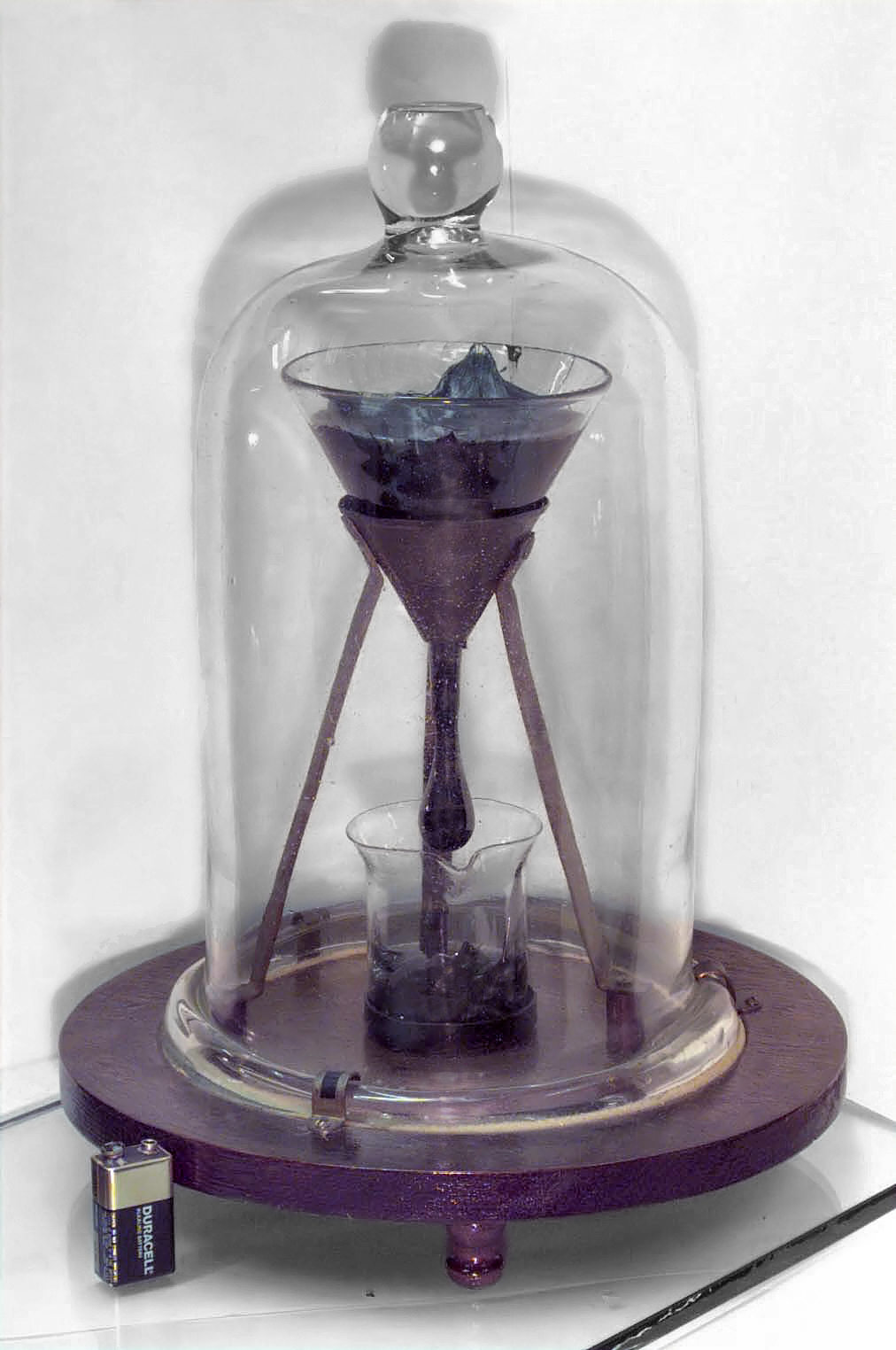
在澳洲布里斯本昆士蘭大學進行的瀝青滴漏實驗，自1927年開始進行

長期實驗是指需要花很長時間進行的实验，一般是為了測試假说，或是觀察一個很緩慢的現象。多長的實驗才算長期實驗，這會依学术領域而有所不同。像許多農業的田野實驗會進行超過一百年。不過在其他領域，可能會把比這個短很多的實驗稱為長期實驗。实验可以定義為「行動以及觀察的組合」，這表示要在研究的系統中加入一些調整（例如農業實驗中加入肥料、社會學實驗中加入學校午餐補貼）。因此長期實驗會和一些長期進行的非實驗研究不同，後者可能是系統無法調整（例如木星的大紅斑），或是不希望對其調整（例如黑猩猩行為的田野觀察)。